# Henri Cartier-Bresson

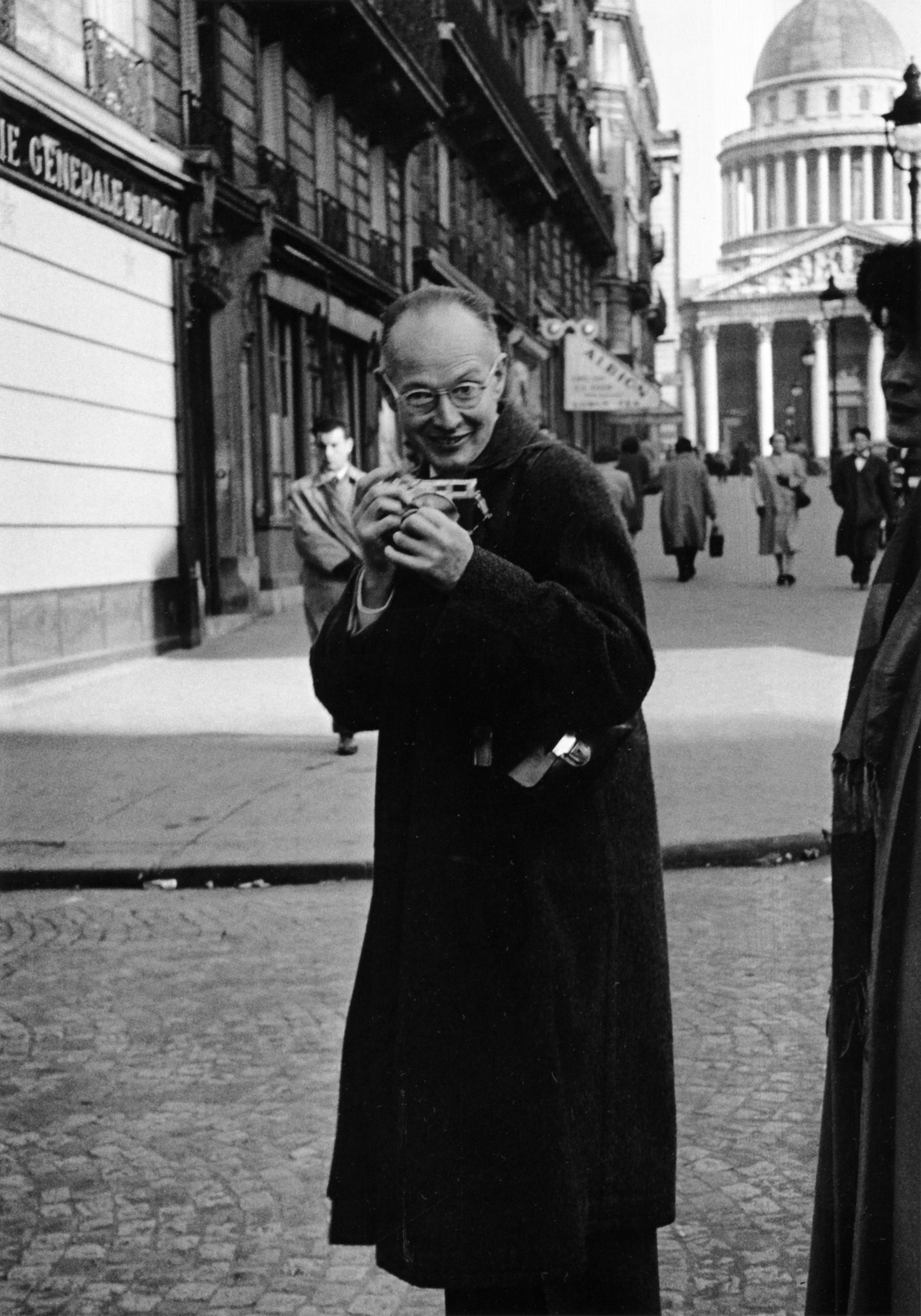
Henri Cartier-Bresson,
Foto: Kimura Ihei, Paris, 1954

Henri Cartier-Bresson (* 22. August 1908 in Chanteloup-en-Brie, Seine-et-Marne; † 3. August 2004 in Montjustin, Alpes-de-Haute-Provence) war ein französischer Fotograf, Regisseur, Schauspieler, Zeichner, Maler und Mitbegründer der renommierten Fotoagentur Magnum. Er war einer der wichtigsten Repräsentanten der humanistischen Fotografie des 20. Jahrhunderts und wurde vor allem durch seine herausragenden, perfekt komponierten Schwarzweißfotografien bekannt. Im Zweiten Weltkrieg entkam er zweimal aus deutscher Kriegsgefangenschaft und fotografierte die Befreiung von Paris.

## Leben

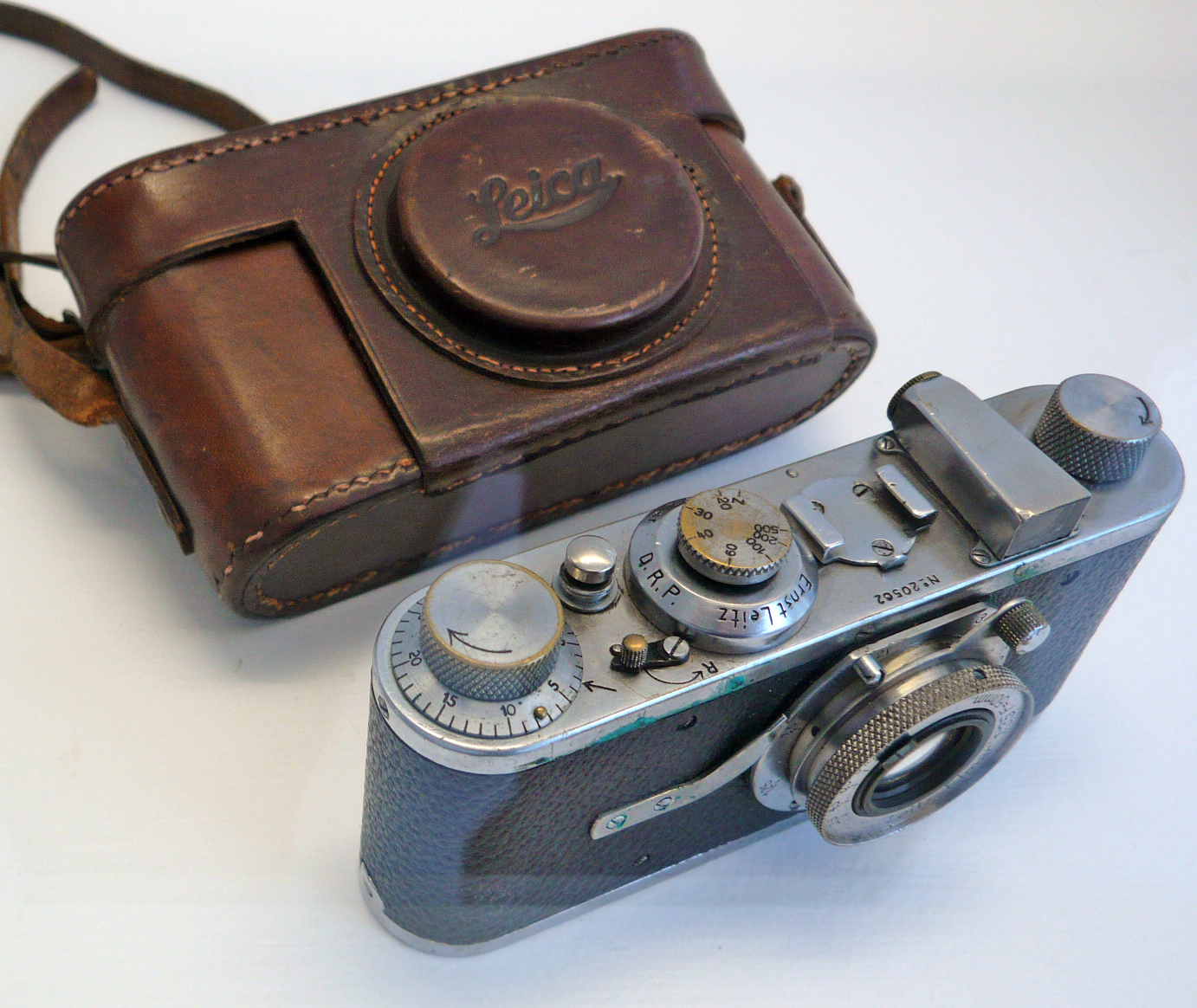
Cartier-Bressons erste Leica in der Fondation Cartier-Bresson in Paris

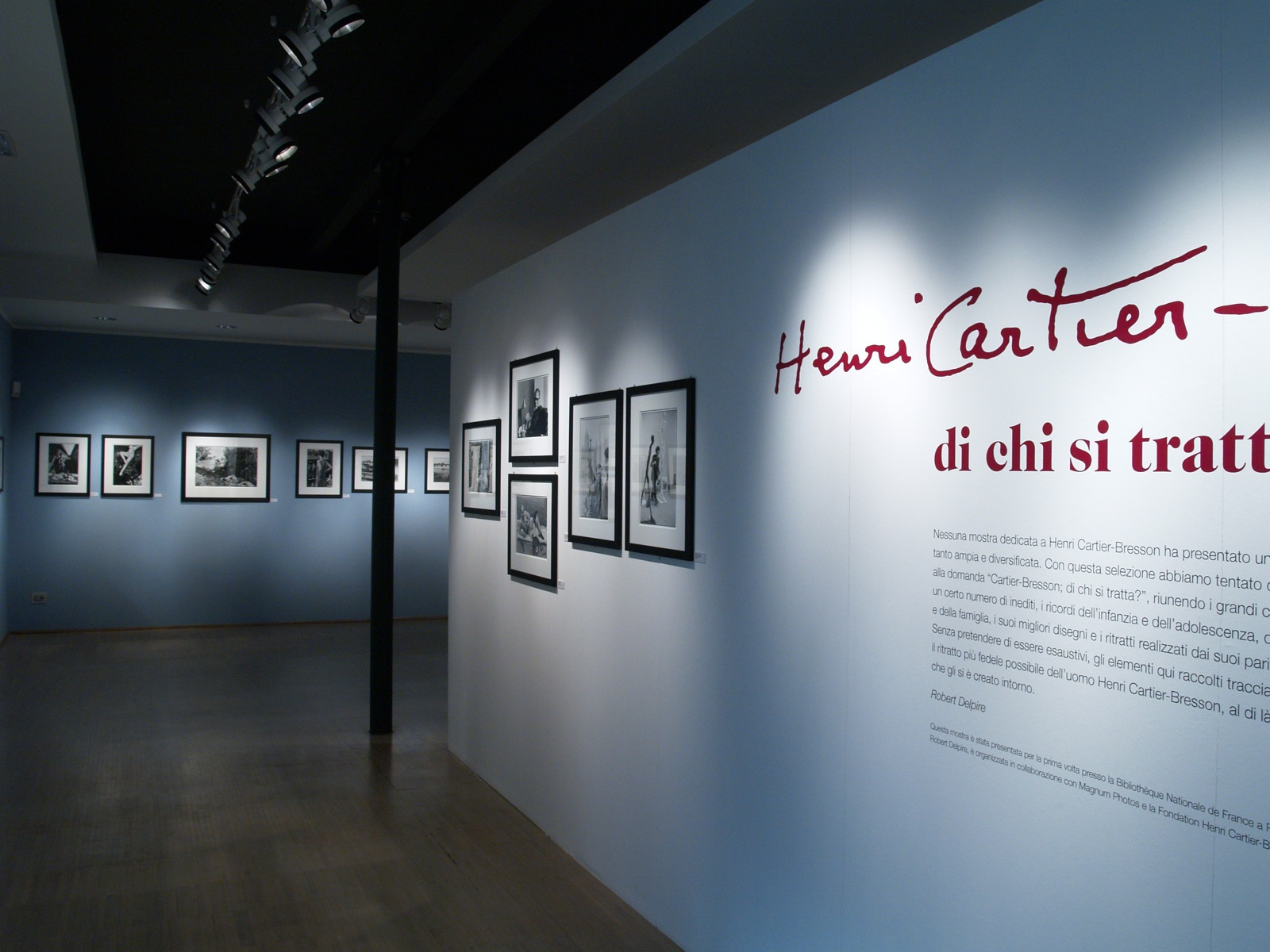
Henri Cartier-Bresson, Ausstellung in Mailand

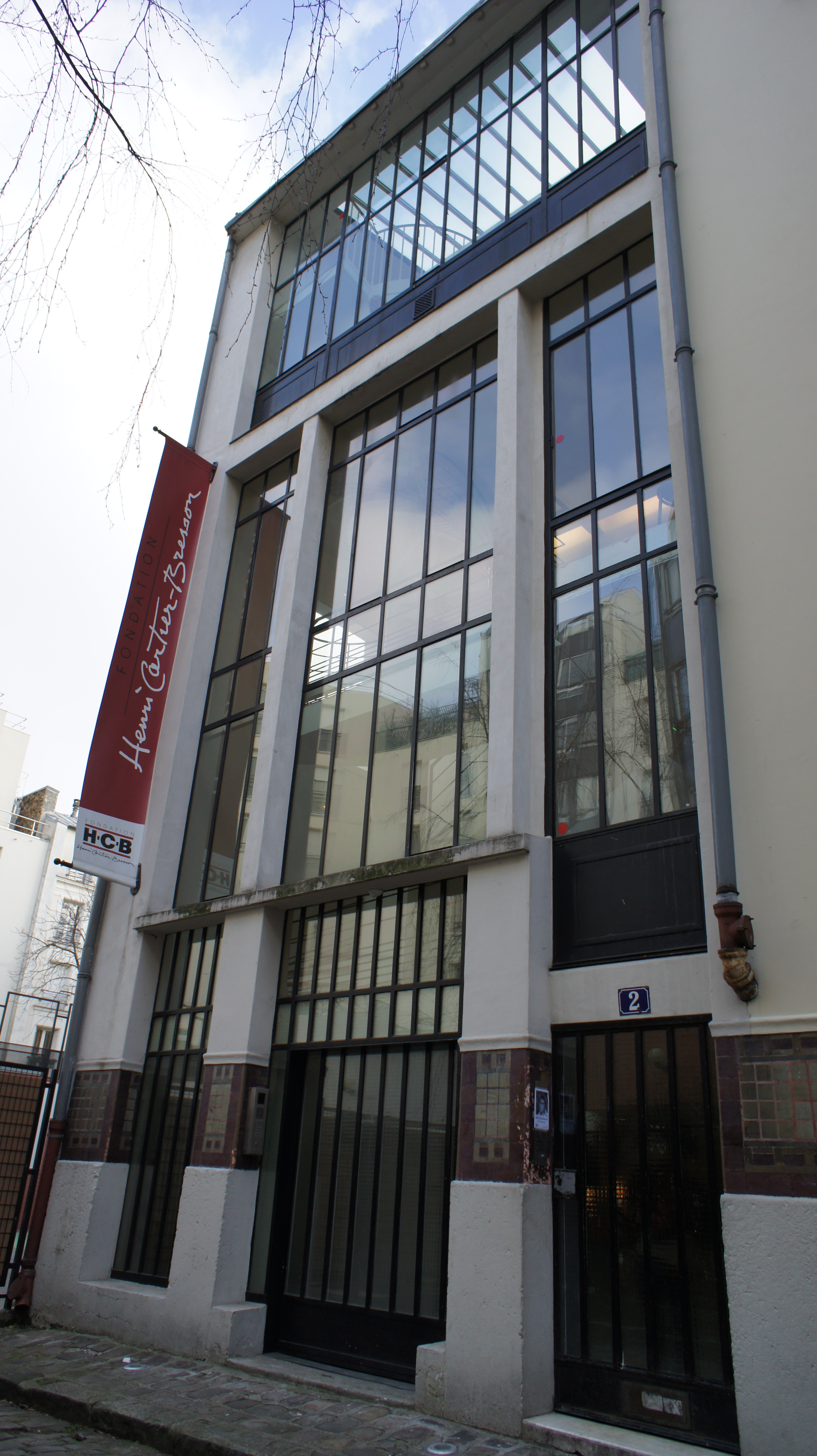
Fondation Henri Cartier-Bresson, Paris Januar 2011

Cartier-Bresson wuchs als Sohn der wohlhabenden Familie eines Textilfabrikanten in der Normandie und in Paris auf. Dort besuchte er das Lycée Condorcet, ohne einen Abschluss zu machen. Nach einem Studium der Malerei bei André Lhote in Paris 1926 widmete er sich ab 1930 der Fotografie. Seine erste große Reportagereise führte ihn 1931 in die Elfenbeinküste. Aufnahmen von seinen zahlreichen Reisen fanden schnell ein Forum in Zeitschriften und auf Ausstellungen. Erfahrungen sammelte er auch in New York bei Paul Strand. Er fotografierte 1937 bei der Krönung Georgs VI. in London. Im Spätsommer 1937, vor der Schlacht von Belchite, reiste er mit Herbert Kline, dem ehemaligen Herausgeber der Zeitschrift New Theater, und dem Kameramann Jacques Lemare nach Spanien, um einen Dokumentarfilm über den amerikanischen Sanitätsdienst American Medical Bureau im Spanischen Bürgerkrieg zu drehen. Sie drehten in der Villa Paz, dem Krankenhaus der Internationalen Brigaden in Saelices unweit von Madrid, und an der Küste von Valencia, um die Wiederherstellung der verletzten Freiwilligen in den Villen von Benicàssim zu dokumentieren. Zudem besuchten sie die Abraham-Lincoln-Brigade in Quinto bei Saragossa und drehten den Film With the Abraham Lincoln Brigade in Spain. Von 1937 bis 1939 war Cartier-Bresson Regieassistent bei drei Filmen von Jean Renoir, unter anderem bei Die Spielregel. Er selbst drehte drei Dokumentarfilme „in der Überzeugung, dass er nicht die Fantasie für ein fiktives Werk“ besitze. Seine 1952 aufgestellte Theorie der Fotografie des „entscheidenden Augenblicks“ illustrierte er schon frühzeitig in seinen Kriegsreportagen. Seine Vorgehensweise beim Fotografieren beschrieb er folgendermaßen:

„Man nähert sich auf leisen Sohlen, auch wenn es sich um ein Stillleben handelt. Auf Samtpfoten muss man gehen und ein scharfes Auge haben. [...] Kein Blitzlicht, das versteht sich wohl, aus Rücksicht vor dem Licht, selbst wenn es dunkel ist. Andernfalls wird der Photograph unerträglich aggressiv. Das Handwerk hängt stark von den Beziehungen ab, die man mit den Menschen herstellen kann. Ein Wort kann alles verderben, alle verkrampfen und machen dicht.“

Beim Fotografieren legte er großen Wert auf eine möglichst perfekte Bildkomposition. Die Vergrößerung sollte dann das gesamte Kleinbildnegativ zeigen, ohne nachträgliche Zuschnitte (Crop). Cartier-Bresson überließ die Dunkelkammerarbeit dabei meist den Magnum-Agenturlabors; insbesondere arbeitete er über Jahrzehnte mit Pierre Gassmann zusammen. Er nutzte ganz überwiegend die handlichen und unauffälligen Kleinbildkameras der Marke Leica, die zum Zweck einer möglichst der menschlichen Sichtweise entsprechenden Bildwirkung mit einem 50-mm-Standardobjektiv ausgerüstet waren. Cartier-Bresson fotografierte aufgrund der von ihm sehr geschätzten stärkeren künstlerischen Wirkung in Schwarz-Weiß.
So behütet Henri Cartier-Bresson aufgewachsen war, so hart konfrontierte ihn sein ereignisreiches Leben mit leidvollen Erfahrungen – eigenen und solchen, die er in Reportagen dokumentierte. Er geriet 1940 für fast drei Jahre in deutsche Kriegsgefangenschaft. Nach zwei gescheiterten Fluchtversuchen gelang es ihm, sich 1943 nach Paris durchzuschlagen. Dort schloss er sich einer Gruppe von Fotografen der französischen Résistance an, die die Zeit der deutschen Besatzung und den deutschen Rückzug in Bildern festhielt.
Nachdem man fälschlicherweise angenommen hatte, er sei im Krieg gefallen, widmete das Museum of Modern Art in New York Cartier-Bresson 1947 eine große „posthume“ Retrospektive. Er stellte klar, dass er noch lebte und arbeitete an der Schau mit. Im gleichen Jahr gründete er mit Robert Capa, David Seymour und George Rodger die Agentur Magnum Photos in New York, die das Ziel verfolgte, den Fotografen die Rechte an ihren Arbeiten zu belassen.
Während seines Aufenthalts in Indien (1948) wurde Mahatma Gandhi ermordet, mit dem er nur kurz zuvor gesprochen hatte. Später bezeichnete er dieses Interview als prägendes Ereignis, bei dem Gandhi insbesondere ein Foto aufgefallen war, das Cartier-Bresson mit dem Tod assoziierte. Das Entstehen der Volksrepublik China und die Unabhängigkeit von Indonesien erlebte er 1949. Seine Reisen führten ihn unter anderem durch Europa, nach Pakistan und in die USA. Als einer der ersten ausländischen Fotografen nach Beginn des Kalten Kriegs besuchte er 1954 die Sowjetunion; 1963 besuchte er Mexiko und Kuba.
Cartier-Bresson durfte 1955 als erster Fotograf überhaupt im Pariser Louvre ausstellen. Seine Fotografien wurden gesammelt und unter anderem in Images à la sauvette (1952, Bilder im Vorübergehen), D’une Chine à l’autre (1968, China gestern und heute) und Moscou (1955, Moskau) publiziert. Cartier-Bresson beendete 1972 das professionelle Fotografieren und widmete sich intensiv der Zeichenkunst. Er wurde 1974 in die American Academy of Arts and Sciences gewählt.
Im Jahr 1977 wurden Fotoarbeiten von Henri Cartier-Bresson auf der documenta 6 in Kassel in der Abteilung Fotografie gezeigt, die den Zusammenhang zur zeitgenössischen Kunst im Kontext von „150 Jahren Fotografie“ darstellte.
Wer sind Sie, Henri Cartier-Bresson? (original: De qui s'agit-il?) erschien 2003 mit einem umfassenden Überblick über sein fotografisches Werk.
Im Frühjahr 2003 gründete Cartier-Bresson gemeinsam mit seiner Frau Martine Franck die Fondation Henri-Cartier-Bresson. In einem Haus im Pariser Stadtteil Montparnasse wird sein Werk archiviert; in den Ausstellungsräumen werden jedoch auch Werke anderer Künstler gezeigt. Die letzte Ausstellung seiner Werke zu seinen Lebzeiten war die große Retrospektive im Berliner Martin-Gropius-Bau.

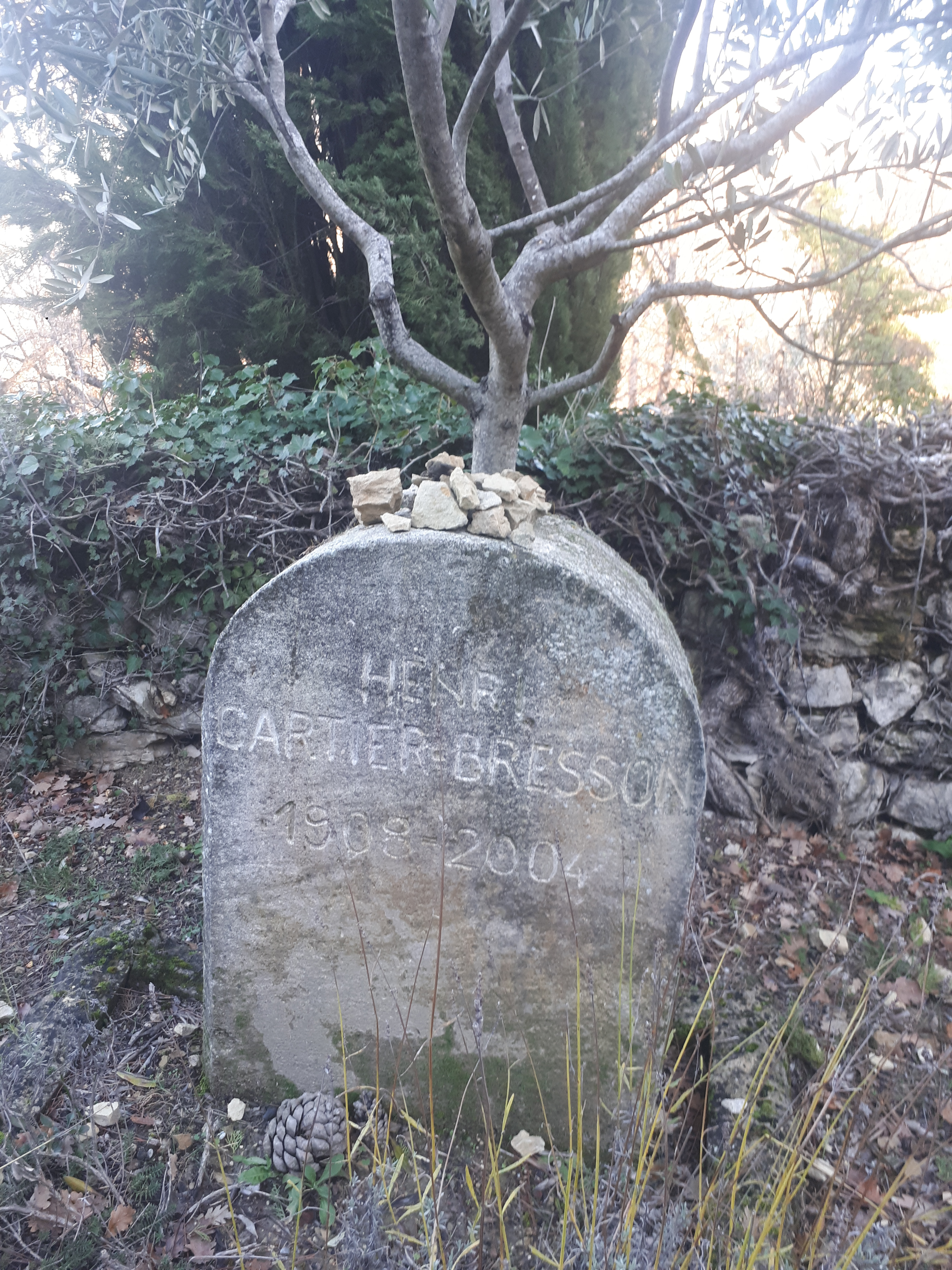
Die Grabstätte in Montjustin

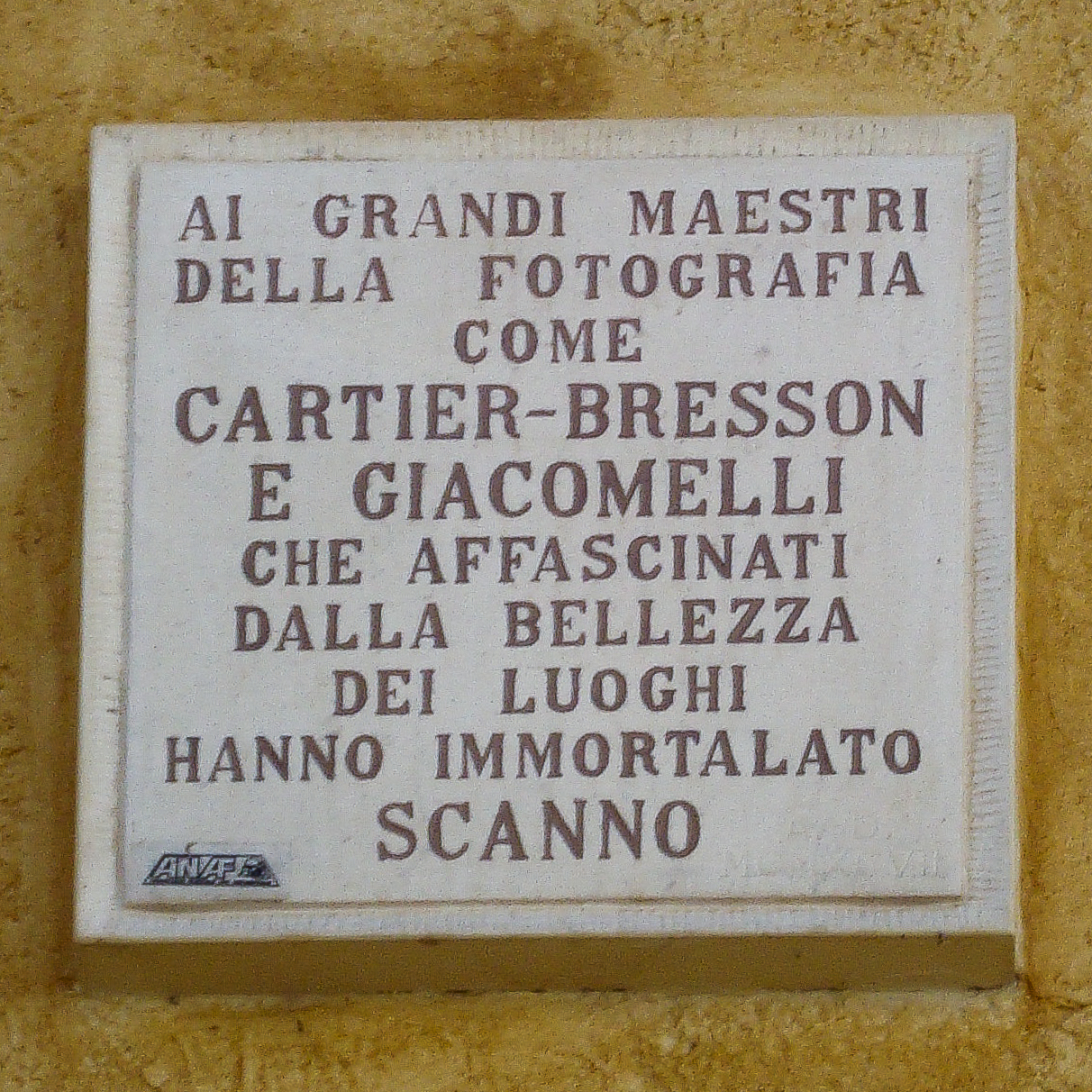
Cartier-Bresson, Scanno

Henri Cartier-Bresson starb 2004 im Alter von 95 Jahren und wurde auf dem Friedhof von Montjustin begraben. Der damalige französische Staatspräsident Jacques Chirac würdigte Cartier-Bresson „als genialen Fotografen und einen der begabtesten Künstler seiner Generation.“
Von 1937 bis 1967 war er mit der aus Java stammenden Tänzerin Ratna Mohini und in zweiter Ehe von 1970 bis zu seinem Tod mit der belgischen Fotografin Martine Franck verheiratet. Aus letzterer Ehe stammt die Tochter Mélanie (* 1972).

## Einfluss
Einfluss auf das Werk Henri Cartier-Bressons hatten unter anderem die Malerei des Kubismus, die Philosophie des Zen sowie der Surrealismus um André Breton.

## Zitate
„Ein gutes Foto ist ein Foto, auf das man länger als eine Sekunde schaut.“

„Der Augenblick, in dem Cartier-Bresson den Auslöser betätigt, ist der Moment, da Hoffnung und Verzweiflung aufeinandertreffen und eine die andere erhellt. Diesem Zusammenprall entspringt das Pathos seiner Bilder. Und was sich in diesem Moment instinktiv erkennen lässt, ist jener herrliche Glaube, der jeder Kunst irgendwo innewohnt.“

## Werke

### Buchveröffentlichungen
- Alberto Giacometti. Die Entscheidung des Auges. Scalo, Zürich 2005, ISBN 3-03939-008-2
- SCRAPBOOK. Schirmer/Mosel Verlag, München 2006, ISBN 3-8296-0280-4 (anlässlich der Ausstellung Le Scrapbook d´Henri Cartier-Bresson in Paris 2006)
- A propos de Paris. Schirmer/Mosel Verlag, München 2005, ISBN 3-88814-295-4
- Henri Cartier-Bresson, Meisterwerke. Schirmer/Mosel Verlag, München 2004, ISBN 3-8296-0149-2
- Wer sind Sie, Henri Cartier-Bresson? von Henri Cartier-Bresson, Philippe Arbaizar, Jean Clair und Claude Cookman; Schirmer/Mosel Verlag, München 2003, ISBN 3-8296-0068-2
- Europäer. Schirmer/Mosel Verlag, München 2002, ISBN 3-88814-887-1
- Tête à Tête, Portraits. Schirmer/Mosel Verlag, München 2002, ISBN 3-88814-304-7
- Landschaften und Städte von Henri Cartier-Bresson, Erik Orsenna und Sabine Herting; Schirmer/Mosel Verlag, München 2001, ISBN 3-88814-814-6
- Amerika. Schirmer/Mosel Verlag, München 1996, ISBN 3-88814-828-6
- Photoportraits. Schirmer/Mosel Verlag, München 1985, ISBN 3-88814-175-3
- Sowjetunion. Photographische Notizen. C.J. Bucher Verlag, München 1975 (Neuauflage München 1982, ISBN 3-7658-0189-5)
- Sowie zahlreiche weitere Publikationen über Fondation HCB und Magnum Photos
- The Decisive Moment. Simon & Schuster, New York 1952.
  - The Decisive Moment. (Faksimile). Steidl Verlag, Göttingen 2014, ISBN 978-3-86930-788-6.

### Als Regisseur
- Das Leben gehört uns (La vie est à nous). Dokumentarfilm zusammen mit weiteren Regisseuren (1936)
- Victoire de la vie. Dokumentarfilm über Krankenhäuser in der Spanischen Republik (1937)
- L’Espagne vivra. Dokumentarfilm über den Spanischen Bürgerkrieg und die Zeit danach (1938)
- Le Retour. Dokumentarfilm im Auftrag des OWI über die Heimkehr der französischen Kriegsgefangenen (1945)

## Ausstellungen (Auswahl)
- 1956: Henri Cartier Bresson, Kunstgewerbemuseum Zürich (jetzt Museum für Gestaltung), Ausstellungsleitung: Rosellina Burri-Bischof[11]
- 1981: Henri Cartier-Bresson, Photo-Galerie des Kunsthauses Zürich, Ausstellungsleitung: Rosellina Burri-Bischof[12]
- 2003–2005: Retrospektive, Kurator Robert Delpire, Bibliothèque nationale de France, Paris (anschließend Barcelona, im Martin-Gropius-Bau in Berlin, Rom, Edinburgh und New York)
- 2008: The Photograph: Painted, posed and of the moment. National Gallery of Modern Art, New Delhi (anschließend Mumbai und Kolkata)
- 2009: Henri Cartier-Bresson: L'Imaginaire d'après Nature, Musée d’art moderne de la Ville de Paris
- 2010: Henri Cartier-Bresson. The Modern Century. Museum of Modern Art, New York (anschließend Chicago, San Francisco und Atlanta)[13]
- 2011: Henri Cartier-Bresson. Museum für Gestaltung Zürich
- 2011/12: Die Geometrie des Augenblicks. Landschaften. Henri Cartier-Bresson. Kunstmuseum Wolfsburg[14]
- 2011/12: Henri Cartier-Bresson. Der Kompass im Auge: Amerika – Indien – Sowjetunion. Kunsthaus Wien[15]
- 2014: Henri Cartier-Bresson. Centre Pompidou
- 2017: Henri Cartier-Bresson und Heinz Held. Menschen mit Bildern, Museum Ludwig, Köln
- 2022: Henri Cartier-Bresson. L'expérience du paysage, Stiftung Henri-Cartier-Bresson, Paris, Frankreich
- 2022–2023: Henri Cartier-Bresson und die Pierre-Gianadda-Stiftung, 10. Juni 2022 bis 1. Februar 2023, Fondation Pierre Gianadda, Martigny, Schweiz[16]
- 2024: Watch! Watch! Watch! Henri Cartier Bresson, Bucerius Kunst Forum, Hamburg